# Reinhold Reiter
Reinhold Reiter (* 17. November 1920 in München; † 24. September 1998) war ein deutscher Biometeorologe.
Reiter promovierte 1953 an der Universität München magna cum laude mit einer Arbeit über die „Bestimmung der Halbwertszeit des spontanen Urankernzerfalls durch Spalttrümmerzählung aus Uranoxyd und Uranhexafluorid im Proportionalzählrohr“.
Reiter untersuchte den statistischen Zusammenhang zwischen humanbiologischen Vorgängen (u. a. Schmerzen, Herzinfarkt und Tod) und elektromagnetischen Wellen atmosphärischen Ursprungs (im Frequenzbereich bis ca. 50 kHz).
Er war Gründungsmitglied der International Society of Biometeorology, unternahm u. a. Untersuchungen im Hochgebirge und veröffentlichte zahlreiche Schriften, u. a. zur Meteorobiologie und der Elektrizität der Atmosphäre.

## Schriften (Auswahl)
- Anwendung des Lidarsystems zur Fernerfassung meteorologischer Zustände und Veränderungen. Dokumentationszentrum der Bundeswehr, Bonn 1984.
- mit Karl Pötzl, Hans-Joachim Kanter: Aufklärung der physikalischen und chemischen Natur von Feinstaerosolen, ihre Entstehung bei verschiedenen Fertigungsprozessen und ihr Verhalten im Atemtrakt. Fachinformationszentrum Energie, Physik, Mathematik Karlsruhe, Eggenstein-Leopoldshafen 1982.
- Felder, Ströme und Aerosole in der unteren Troposphäre. D. Steinkopff, Stuttgart 1964.
- Meteorobiologie und Elektrizität der Atmosphäre. Akademische Verlags-Gesellschaft Geest & Portig, Leipzig 1960.
- mit Jürgen Kampik: Neue Ergebnisse der Klimatologie und Biophysik. Die Egge, Nürnberg 1948.